# 佐倉真衣
佐倉 真衣（さくら まい、1985年6月27日 - ）は、日本のタレント。神奈川県出身。血液型はAB型。アイント所属。

## 来歴
- 2005年4月から1年間、テレビ東京の子供番組「のりスタ!」リズミー役で出演。2007年、ミスマリンちゃん（3代目）に選出された。

- 2009年からは藤田舞美、宮沢なおと共に女性歌手グループ『SHAKE』の一員としても活動。
  - 1stシングル「SHAKE Vol.1」は元ECHOESの伊藤浩樹が、2ndシングル「SHAKE Vol.2」は元JUDY AND MARYの恩田快人がプロデュース。2ndシングルでは、JUDY AND MARYのそばかすをカバーした。

- 2010年6月30日に、自身のブログでSHAKEの脱退を報告。同年8月4日に、同じ事務所の宮沢なおと共にヴォーカルユニット『まい×なお』を結成する。

- 2015年6月1日に音楽プロデューサーの田中隼人との入籍を発表[1]。当初は諸事情により結婚相手について触れてなかったため、一般男性と入籍したと報道されていたが[2]、同年10月26日に結婚相手が田中であることを発表した[3][4]。

## 主な出演作品

### テレビ
- 夢の扉 〜NEXT DOOR〜（TBS、不定期）
- 全力坂（テレビ朝日）
- サムライFC（FIGHTING TV サムライ）-レギュラー
- 松紳
- のりスタ!（テレビ東京、2005年4月〜2006年3月）リズミー
- クリック!（日本テレビ、2005年4月〜2005年9月）
- 打姫オバカミーコ（2006年4月 - 6月、MONDO21）- 柚木リサ役
- 今夜もドル箱（テレビ東京、2008年8月26日-薬師寺保栄と）
- 今夜もドル箱（テレビ東京、2010年4月13日-恩田快人、宮沢なお、藤田舞美と）SHAKEのメンバーとして出演
- 日立 世界・ふしぎ発見!（TBS、2011年10月8日）ミステリーハンター
- 朝だ!生です旅サラダ（テレビ朝日）旅サラダガールズ

### 映画
- ほんとうにあった怖い話 怨霊2（2007年）

### インターネット番組
- コイカツ　恋愛ノウハウトークライブvol.2（マシェリバラエティ　マシェバラ 2010年10月22日）

### CM
- コカ・コーラ ワールドカップキャンペーン
- 第四銀行
- NTTドコモ関西
- SANYO　海物語in地中海
- meiji Yoplait グルト!

### CD
- 「SHAKE Vol.1」（2009年8月19日 コロムビアミュージックエンタテインメント）
- 「SHAKE Vol.2」（2010年1月20日 コロムビアミュージックエンタテインメント）
- 「星のピアス」（2010年8月4日 バウンディ）

### イメージビデオ
- AWASOME（エッジ、2003/08/25）
- DEAR MAI LOVER（イーネット・フロンティア、2004/07/16）
- TOUCH MAI HEART（スパイスビジュアル、2007/02/23）
- Mai Sweet Home（ブロードネットサービス、2009/05/31）

### その他
- 悪魔があなたを狙っている！ 〜機関紙・図書の購読要求〜（POLICEチャンネル）
- 悪魔があなたを狙っている！ 〜行政対象暴力〜（POLICEチャンネル）
- 悪魔があなたを狙っている！ 〜暴力団からの脱退〜（POLICEチャンネル）
- 対決！ネットの闇に潜む詐欺師 〜ネットオークション詐欺の実態と対処法〜（POLICEチャンネル）